# Las celebridades del justo medio (Honoré Daumier)
Las celebridades del justo medio (Célébrités du Juste milieu) son un grupo de esculturas creadas por Honoré Daumier, hechas como una sátira política, concebidas en 1832. Son expuestas en distintas fundiciones y materiales. En el Museo de Orsay de Francia se expone su versión original en terracota, mientras que en el Museo Soumaya de la Ciudad de México y en la National Art Gallery de Washington, Estados Unidos, se exhiben sus originales múltiples en bronce. 

## Historia
En 1832 Charles Philippon encargó a Daumier la elaboración de un conjunto de celebridades en terracota; las obras se realizaron entre 1832 y 1833. El nombre dado hace referencia a la imposibilidad de que en la política haya personajes de izquierda y de derecha. Luego, publicó una serie de litografías en las revistas satíricas La Caricature —en donde Daumier publicaba bajo el pseudónimo de Rogelin— y La Charivari, con estos mismos personajes.
Para 1834, luego de salir de la cárcel en donde estuvo preso por ejercer su libertad de expresión, insistió en el tema al publicar una nueva litografía llamada El vientre legislativo, en donde hizo una nueva sátira de personajes políticos alineados según sus preferencias políticas y de aquellos burgueses de tendencia derechista que abolieron los logros de la revolución francesa.